# RAF Luqa
Royal Air Force Luqa est une base aérienne de la Royal Air Force située sur l'île de Malte, aujourd'hui transformée en aéroport international de Malte.
Il a accueilli des avions de l'Air Headquarters Malta (AHQ Malta (en)) pendant la Seconde Guerre mondiale. Particulièrement pendant le siège de Malte de 1941 à 1943, la RAF Luqa était une base très importante pour les forces du Commonwealth britannique combattant l'Italie et l'Allemagne pour le contrôle naval de la Méditerranée et pour le contrôle terrestre de l'Afrique du Nord. Les combats aériens au-dessus et à proximité de Malte furent parmi les plus féroces de la guerre, et une série d'aérodromes furent construits sur la petite île rocheuse : à Luqa, Ta' Qali et Hal Far, ainsi que des champs satellites à Safi, Qrendi et sur la deuxième île de Malte, Gozo.